# Neosymydobius memorialis
Neosymydobius memorialis är en insektsart som beskrevs av Hottes och Theodore Henry Frison 1931. Neosymydobius memorialis ingår i släktet Neosymydobius och familjen långrörsbladlöss. Inga underarter finns listade i Catalogue of Life.